# NGC 1452
NGC 1452 (również NGC 1455 lub PGC 13765) – galaktyka spiralna z poprzeczką (SB0-a), znajdująca się w gwiazdozbiorze Erydanu. Należy do gromady w Erydanie.
Galaktyka ta została odkryta 6 października 1785 roku przez Williama Herschela, a John Dreyer skatalogował ją jako NGC 1452. Prawdopodobnie tę samą galaktykę obserwował Francis Leavenworth w 1886 roku, jednak podana przez niego pozycja była niedokładna, choć opis pasuje do galaktyki NGC 1452. Dreyer skatalogował obserwację Leavenwortha jako NGC 1455.